# Graydon Carter

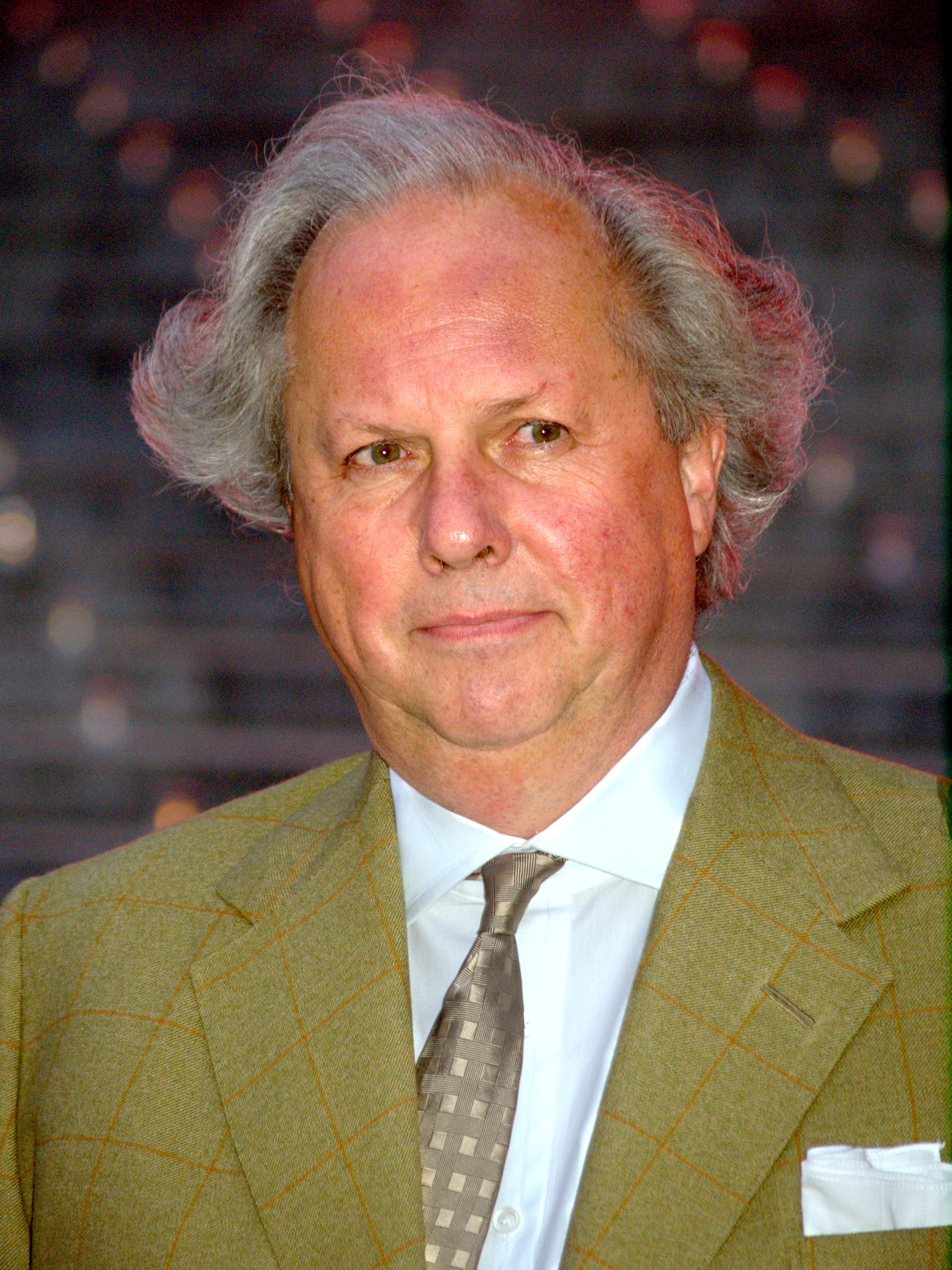
Graydon Carter (2009)

Edward Graydon Carter (* 14. Juli 1949 in Toronto) ist ein kanadischer Journalist, der von 1992 bis 2017 als Herausgeber von Vanity Fair tätig war. Außerdem gründete er 1986 zusammen mit Kurt Andersen und Tom Phillips das satirische Monatsmagazin Spy Magazine.

## Karriere
Nach der High School in Trenton, Ontario, besuchte Carter die University of Ottawa und anschließend die Carleton University, die er jedoch beide nicht abschloss. 1973 war Carter Mitbegründer von The Canadian Review, einer monatlich erscheinenden Publikumszeitschrift. Bis 1977 wurde The Canadian Review preisgekrönt und zur drittgrößten Zeitschrift Kanadas. Trotz des Erfolgs war The Canadian Review 1978 bankrott.
1978 zog Carter in die Vereinigten Staaten und begann als Trainee für Time zu arbeiten, wo er Kurt Andersen kennenlernte. Carter schrieb fünf Jahre lang für Time über die Themen Wirtschaft, Recht und Unterhaltung, bevor er 1983 zu Life wechselte. 1986 gründeten Carter und Andersen das Magazin Spy, das 12 Jahre lang erschien, bevor es 1998 einstellt wurde. Anschließend war Carter Redakteur beim New York Observer, bevor er von Vanity Fair eingeladen wurde, die Nachfolge von Tina Brown anzutreten, die zum New Yorker wechselte. Er war dort von Juli 1992 an leitender Redakteur.
Carter war ausführender Produzent von 9/11, einem Film von Jules und Gedeon Naudet über die Terroranschläge vom 11. September, der auf CBS ausgestrahlt wurde. Carter erhielt für 9/11 einen Emmy Award und einen Peabody Award. Er produzierte auch die dokumentarische Adaption des Buches The Kid Stays in the Picture über den legendären Hollywood-Produzenten Robert Evans. Der Film feierte seine Premiere auf dem Sundance Film Festival 2002, wurde auf dem Filmfestival von Cannes 2002 gezeigt und kam im Juli desselben Jahres in die Kinos.
Carters Vanity Fair verband Titelgeschichten über prominente Persönlichkeiten aus Hollywood mit seriösem Journalismus, der sich mit Gesellschaft und Politik beschäftigte. Unter seiner Ägide gewann Vanity Fair 14 mal den National Magazine Award. Sein oft eigenwilliger persönlicher Führungsstil wurde in dem Buch How to Lose Friends & Alienate People des ehemaligen Vanity Fair-Redakteurs Toby Young von 2001 beschrieben. Jeff Bridges spielte eine Figur, die auf Carter basiert, in der Verfilmung von 2008.
Im Jahr 2003 beauftragte Carter die Vanity Fair-Journalistin Vicky Ward, ein Profil des Finanziers Jeffrey Epstein zu schreiben. In ihrer Recherche stieß Ward auf Annie und Maria Farmer, welche berichteten, von Epstein sexuell missbraucht worden zu sein. Auf Anweisungen von Carter tauchten diese Anschuldigungen aber nicht in dem veröffentlichten Bericht über Epstein auf. Während der Recherche über Epstein wurde angeblich der abgetrennte Kopf einer Katze in seinem Vorgarten gefunden und Epstein soll ihm eine Patrone geschickt haben. Angeblich soll sich sogar der ehemalige US-Präsident Bill Clinton eingeschaltet haben und ihn unter Druck gesetzt haben, die Anschuldigungen gegen Epstein nicht zu veröffentlichen. Carter dementierte dies.
Im Jahr 2012 spielte Carter eine Nebenrolle in dem Film Arbitrage – Macht ist das beste Alibi.
Am 7. September 2017 gab Carter seinen Rückzug aus der Redaktion von Vanity Fair bekannt.
2019 brachte er zusammen mit Alessandra Stanley einen wöchentlichen Newsletter namens Air Mail für „weltoffene Kosmopoliten“ heraus.

## Persönliches

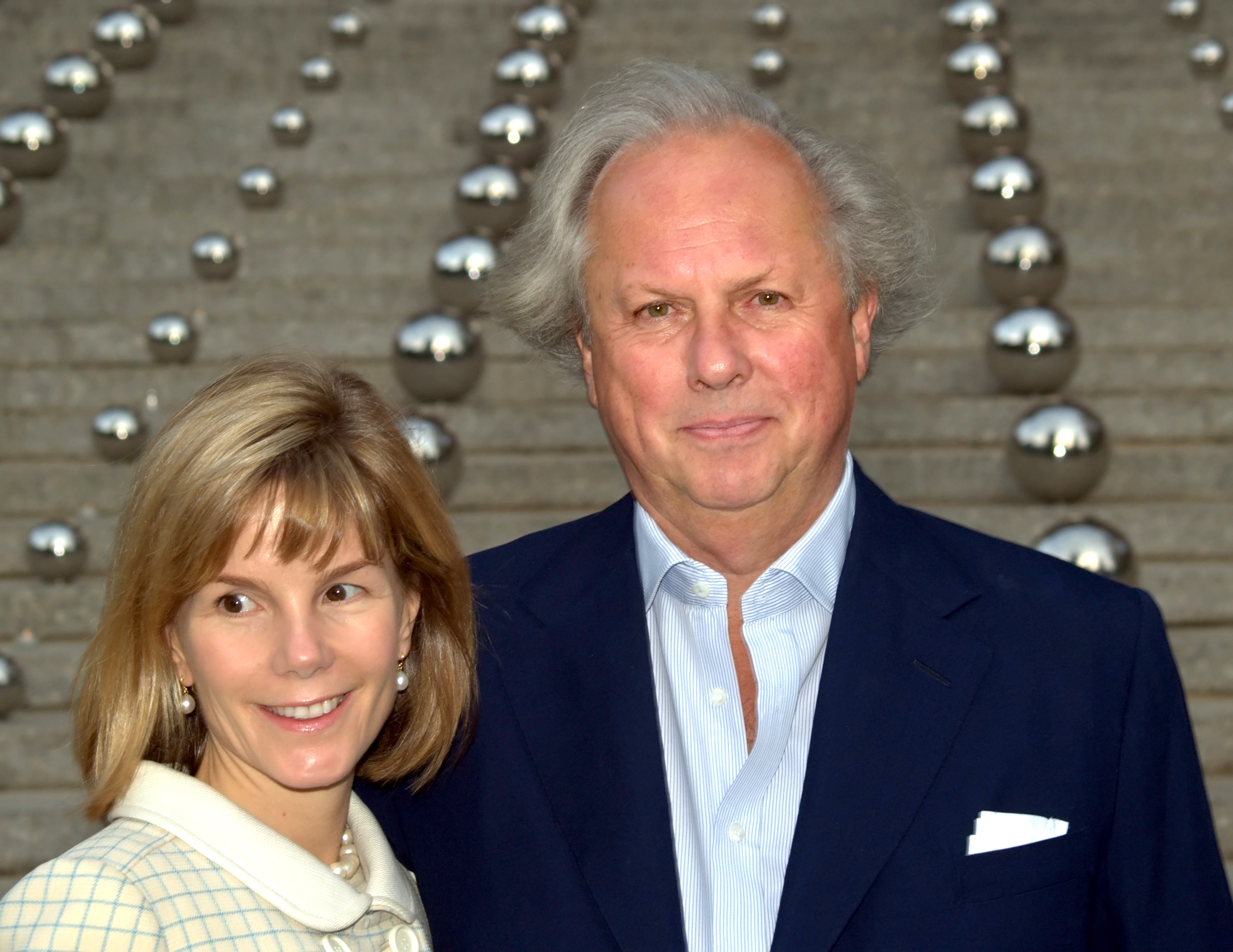
Carter mit seiner Frau Anna Scott (2010)

Carter wurde in Toronto geboren. Er war dreimal verheiratet. Seine erste Frau war Kanadierin; die Ehe wurde aufgelöst, bevor Carter im Alter von 28 Jahren in die Vereinigten Staaten zog. Seine zweite Ehe mit Cynthia Williamson dauerte 18 Jahre und sie hatten vier Kinder. Das Paar ließ sich im Jahr 2000 scheiden. Carter heiratete Anna Scott im Jahr 2005. Sie haben eine Tochter, sein fünftes Kind.
Im Jahr 2003 bezeichnete sich Carter selbst als „libertär“.

## Filmografie

### Produzent
- 9/11 (2002)
- The Kid Stays in the Picture (2002)
- Gonzo: The Life and Work of Dr. Hunter S. Thompson (2008)
- Public Speaking (2010)
- Chicago 10 (2010)
- His Way (2011)
- I'll Eat You Last (2013)

### Schauspieler
- Wall Street: Geld schläft nicht (2010)
- Arbitrage – Macht ist das beste Alibi (2012)

## Auszeichnungen
- Order of Canada (2017)

## Werke
- "Vanity Fair's" Hollywood (2000), ISBN 0-670-89141-X (Herausgeber)
- What We've Lost (2004), ISBN 0-374-28892-5
- Tom Ford: Ten Years (2004), ISBN 0-8478-2669-4 (mit Tom Ford, Anna Wintour and Bridget Foley)
- Oscar Night: 75 Years of Hollywood Parties (2004), ISBN 1-4000-4248-8 (Herausgeber)
- Spy: The Funny Years (2006), ISBN 1-4013-5239-1 (Coautor, Herausgeber)